# Otisco (New York)
Pour les articles homonymes, voir Otisco.
Otisco est une ville du comté d'Onondaga dans l'état de New York.
Sa population était de 2 543 habitants en 2016.